# Noobees
 (décembre 2019).
Kally's Mashup : La Voix de la pop Club 57
Noobees est une telenovela colombienne en 120 épisodes de 45 minutes diffusée entre le 17 septembre 2018 et le 31 juillet 2020 sur Nickelodeon Amérique latine.
En France, elle est diffusée depuis le 30 mars 2020 sur Nickelodeon Teen. Elle reste inédite dans les autres pays francophones.

## Synopsis
Silvia est une adolescente dont la passion est le basket-ball et s'entraîne avec son père. Ses meilleurs amis sont Matt et Laura. Matt est amoureux de Silvia mais ne l'a pas avoué. Silvia ne s'est jamais souciée des jeux vidéo contrairement à son frère Erick, qui les aime beaucoup, mais un jour elle se rend compte qu'elle est très douée pour jouer.

## Fiche technique
- Titre original et français : Noobees
- Création : Alba Lucío, Enrique Pérez
- Réalisation : William Barragán, Santiago Vargas, etc.
- Direction artistique : Guido Bonati
- Production : Sebastian Portillo
- Sociétés de production : Televideo
- Sociétés de distribution : Nickelodeon Latin America, Nickelodeon International
- Pays :  Colombie
- Langue originale : Espagnol
- Format : Couleur - 1080i (HDTV) - 16/9 - Stéréo
- Genre : telenovela
- Nombre d'épisodes : 120 (2 saisons)
- Durée : 45 minutes
- Dates de première diffusion :
  -  Colombie : 17 septembre 2018
  -  France : 30 mars 2020

## Distribution
- Michelle Olvera (VFB : Helena Coppenjans) : Silvia Rojas
- Andrés de la Mora : David Ortuz
- María José Vargas (VFB : Claire Tefnin) : Ruth Olivera
- Lion Bagnis (es) : Matt Montero alias « Míster M »
- Ilenia Antonini (es) : Tania Botero
- Kevin Bury (es) : Pablo Botero
- Brandon Figueredo : Erick Rojas
- Clara Tiezzi (es) (VFB : Élisabeth Guinand) : Laura Calles
- Karol Saavedra : Roberta Barrios
- Megumi Hasebe : Liliana dite « Lili »
- Andy Munera : Nicholas dit « Niko »
- Felipe Arcila (es) : Kevin Orlando Núñez Gómez dit « Kong »
- Camila Pabón : Norah
- Luis Fernando Salas (es) : Héctor Rojas
- Óscar Rodo (es) : Roberto Barrios
- Nara Gutiérrez : Marina Gómez
- Karen Martínez : Salma de Rojas
- Lugo Duarte : Mateo Montero
- Marisol Correa Vega (es) : Emma de Montero
- Julián Beltran : Game Over
- Daniela Velez : Helen Santiago
- Sergio Herrera : Rufino
- Ginna Parra : Fernanda

## Épisodes
| Saison | Saison | Épisodes | Épisodes | Amérique latine   | Amérique latine |
| Saison | Saison | Épisodes | Épisodes | Début de saison   | Fin de saison   |
| ------ | ------ | -------- | -------- | ----------------- | --------------- |
|        | 1      | 60       | 60       | 17 septembre 2018 | 7 décembre 2018 |
|        | 2      | 60       | 30       | 2 mars 2020       | 10 avril 2020   |
|        | 2      | 60       | 30       | 22 juin 2020      | 31 juillet 2020 |

### Saison 1 (2018)
| No | #  | Titre français                 | Titre original                 | Première diffusion |
| -- | -- | ------------------------------ | ------------------------------ | ------------------ |
| 1  | 1  | Gameur par nécessité           | Jugador por necesidad          | 17 septembre 2018  |
| 2  | 2  | N00b en danger                 | Novato en apuros               | 18 septembre 2018  |
| 3  | 3  | Amis et Rivaux                 | Amigos y rivales               | 19 septembre 2018  |
| 4  | 4  | Recherche entraîneur           | En busca del entrenador        | 20 septembre 2018  |
| 5  | 5  | La Première Partie             | El primer juego                | 21 septembre 2018  |
| 6  | 6  | Silvia au carré                | Silvia a la plaza              | 24 septembre 2018  |
| 7  | 7  | L'Anniversaire de Matt         | El cumpleaños de Matt          | 25 septembre 2018  |
| 8  | 8  | Suis-je un avatar              | ¿Soy un avatar?                | 26 septembre 2018  |
| 9  | 9  | Une longue journée             | Un dia muy largo               | 27 septembre 2018  |
| 10 | 10 | Punis                          | Castigado                      | 28 septembre 2018  |
| 11 | 11 | À la recherche du joyau        | En busca de la joya            | 1er octobre 2018   |
| 12 | 12 | Le plan de Ruth                | El plan de Ruth                | 2 octobre 2018     |
| 13 | 13 | Échec cuisant                  | Hyper pisó la pelota           | 3 octobre 2018     |
| 14 | 14 | La clé USB de Horitzó          | La USB de Horitzó              | 4 octobre 2018     |
| 15 | 15 | La légende de la Mystery Team  | La leyenda de los Mystery Team | 5 octobre 2018     |
| 16 | 16 | Baiser virtuel                 | Beso virtual                   | 8 octobre 2018     |
| 17 | 17 | Tout pour un MOD               | Todo por un MOD                | 9 octobre 2018     |
| 18 | 18 | Silvia VS Ruth                 | Silvia VS Ruth                 | 10 octobre 2018    |
| 19 | 19 | Cosplayer ou Gamer             | Cosplayer o Gamer              | 11 octobre 2018    |
| 20 | 20 | Un nouveau pouvoir             | Un nuevo poder                 | 12 octobre 2018    |
| 21 | 21 | Coup de foudre                 | El mejor dúo de jugadores      | 15 octobre 2018    |
| 22 | 22 | Un joueur d'exception          | El jugador destacado           | 16 octobre 2018    |
| 23 | 23 | Mission : Déshypnotiser        | Misión: Deshipnotizarte        | 17 octobre 2018    |
| 24 | 24 | Un truc Technomagique          | Un truco Tecnomagos            | 18 octobre 2018    |
| 25 | 25 | La confession                  | La confesión                   | 19 octobre 2018    |
| 26 | 26 | Titre en français inconnu      | El primer encuentro            | 22 octobre 2018    |
| 27 | 27 | Entraîneur particulier         | Entrenador privado             | 23 octobre 2018    |
| 28 | 28 | Titre en français inconnu      | El gran juego                  | 24 octobre 2018    |
| 29 | 29 | La fille invisible             | La chica invisible             | 25 octobre 2018    |
| 30 | 30 | Papa, je suis un avatar        | Papá, soy un avatar            | 26 octobre 2018    |
| 31 | 31 | Le secret des pouvoirs         | El secreto de los poderes      | 29 octobre 2018    |
| 32 | 32 | Titre en français inconnu      | El secreto del disco           | 30 octobre 2018    |
| 33 | 33 | Noobees contre Rockers         | Noobees VS Rockeros            | 31 octobre 2018    |
| 34 | 34 | Titre en français inconnu      | La baile                       | 1er novembre 2018  |
| 35 | 35 | Le secret du cinquième pouvoir | El secreto del quinto poder    | 2 novembre 2018    |
| 36 | 36 | Mateo est vivant               | Mateo está vivo                | 5 novembre 2018    |
| 37 | 37 | L'oeil de Zigorisko            | El ojo de Zigorisko            | 6 novembre 2018    |
| 38 | 38 | Le meilleur cosplay            | El mejor cosplay               | 7 novembre 2018    |
| 39 | 39 | Le duel                        | El duelo                       | 8 novembre 2018    |
| 40 | 40 | Titre en français inconnu      | Buscando en el museo           | 9 novembre 2018    |
| 41 | 41 | Titre en français inconnu      | Temporada de transferencia     | 12 novembre 2018   |
| 42 | 42 | Opération Cupidon              | Operación Cupido               | 13 novembre 2018   |
| 43 | 43 | Titre en français inconnu      | ¿David fuera de los rockeros?  | 14 novembre 2018   |
| 44 | 44 | Titre en français inconnu      | Secretos descubiertos          | 15 novembre 2018   |
| 45 | 45 | Titre en français inconnu      | Solo un mes                    | 16 novembre 2018   |
| 46 | 46 | Casque 2.0                     | Auriculares 2.0                | 19 novembre 2018   |
| 47 | 47 | Mart, un nouvel avatar         | Matt, un nuevo avatar          | 20 novembre 2018   |
| 48 | 48 | Les pouvoirs de Matt           | Los poderes de Matt            | 21 novembre 2018   |
| 49 | 49 | Avatar VS Avatar               | Avatar VS Avatar               | 22 novembre 2018   |
| 50 | 50 | À un pas de Post City          | A un paso de Lost City         | 23 novembre 2018   |
| 51 | 51 | La décision de Matt            | La decisión de Matt            | 26 novembre 2018   |
| 52 | 52 | La voix de Pixie               | La voz de Pixie                | 27 novembre 2018   |
| 53 | 53 | Coordonnées                    | Coordenadas                    | 28 novembre 2018   |
| 54 | 54 | Les enfants de Zigorisko       | Los hijos de zigorisko         | 29 novembre 2018   |
| 55 | 55 | La révélation de Zigorisko     | La revelación de Zigorisko     | 30 novembre 2018   |
| 56 | 56 | Titre en français inconnu      | El tiempo esta acabando        | 3 décembre 2018    |
| 57 | 57 | David VS Helen                 | David VS Helen                 | 4 décembre 2018    |
| 58 | 58 | Titre en français inconnu      | ¿Dónde está Pixie?             | 5 décembre 2018    |
| 59 | 59 | Connexion                      | Conexión                       | 6 décembre 2018    |
| 60 | 60 | Titre en français inconnu      | El último juego                | 7 décembre 2018    |

### Saison 2 (2020)
| No              | #  | Titre français                     | Titre original                       | Première diffusion |
| --------------- | -- | ---------------------------------- | ------------------------------------ | ------------------ |
| Première partie |    |                                    |                                      |                    |
| 61              | 1  | Avatar City et le début de la fin  | Avatar City y el comienzo del fin    | 2 mars 2020        |
| 62              | 2  | La nouvelle Rocker                 | La nueva Rocker                      | 3 mars 2020        |
| 63              | 3  | Titre en français inconnu          | El comienzo del juego                | 4 mars 2020        |
| 64              | 4  | Titre en français inconnu          | Mundos desconocidos                  | 5 mars 2020        |
| 65              | 5  | Une fête et un baiser              | Una fiesta y un Beso                 | 6 mars 2020        |
| 66              | 6  | Titre en français inconnu          | Avatares en Peligro                  | 9 mars 2020        |
| 67              | 7  | Titre en français inconnu          | Clones rebeldes                      | 10 mars 2020       |
| 68              | 8  | Rivales et ennemies                | Rivales y enemigos                   | 11 mars 2020       |
| 69              | 9  | Titre en français inconnu          | Peligro, Virus                       | 12 mars 2020       |
| 70              | 10 | Titre en français inconnu          | Error de carga                       | 13 mars 2020       |
| 71              | 11 | Titre en français inconnu          | Golpe de avatares                    | 16 mars 2020       |
| 72              | 12 | Ruth... un avatar?                 | Ruth... ¿un avatar?                  | 17 mars 2020       |
| 73              | 13 | Titre en français inconnu          | Vencer o vencer                      | 18 mars 2020       |
| 74              | 14 | S.O.S. Papa                        | S.O.S. Padres                        | 19 mars 2020       |
| 75              | 15 | Problèmes de transport             | Problemas de transporte              | 20 mars 2020       |
| 76              | 16 | Titre en français inconnu          | Mal, Mal, Mal                        | 23 mars 2020       |
| 77              | 17 | Titre en français inconnu          | Día de los Enamorados                | 24 mars 2020       |
| 78              | 18 | Titre en français inconnu          | Recuerdos, mentiras y avatares       | 25 mars 2020       |
| 79              | 19 | Titre en français inconnu          | Está prohibido hipnotizar a Silvia   | 26 mars 2020       |
| 80              | 20 | La fin des avatars                 | El fin de los avatares               | 27 mars 2020       |
| 81              | 21 | Avatars en observation             | Avatares en observación              | 30 mars 2020       |
| 82              | 22 | Titre en français inconnu          | Hermanos unidos o desunidos          | 31 mars 2020       |
| 83              | 23 | Adieu Rocco                        | Adiós, Rocco                         | 1er avril 2020     |
| 84              | 24 | Titre en français inconnu          | Problemas, Problemas y más Problemas | 2 avril 2020       |
| 85              | 25 | Titre en français inconnu          | Hipnosis para todos                  | 3 avril 2020       |
| 86              | 26 | Titre en français inconnu          | Athina, desaparecida en combate      | 6 avril 2020       |
| 87              | 27 | Titre en français inconnu          | Los noobees tienen que perder        | 7 avril 2020       |
| 88              | 28 | Titre en français inconnu          | Alrededor de los poderes             | 8 avril 2020       |
| 89              | 29 | Titre en français inconnu          | Un giro inesperado                   | 9 avril 2020       |
| 90              | 30 | Le secret                          | El secreto                           | 10 avril 2020      |
| Deuxième partie |    |                                    |                                      |                    |
| 91              | 31 | Titre en français inconnu          | La renuncia                          | 22 juin 2020       |
| 92              | 32 | Ruth en action                     | Ruth en acción                       | 23 juin 2020       |
| 93              | 33 | Le retour de Laura                 | El regreso de Laura                  | 24 juin 2020       |
| 94              | 34 | Titre en français inconnu          | Citas inesperadas                    | 25 juin 2020       |
| 95              | 35 | Qui a hypnotisé David?             | ¿Quién hipnotizó a David?            | 26 juin 2020       |
| 96              | 36 | La vengeance de Ruth               | La venganza de Ruth                  | 29 juin 2020       |
| 97              | 37 | Le monde des avatars               | El mundo es de los Avatares          | 30 juin 2020       |
| 98              | 38 | Titre en français inconnu          | Los teléfonos de Mateo               | 1er juillet 2020   |
| 99              | 39 | Les chemins d'Iris                 | Los caminos de los liris             | 2 juillet 2020     |
| 100             | 40 | Iris contre Game Over              | Iris VS Laberinto                    | 3 juillet 2020     |
| 101             | 41 | Qui est Ruth?                      | ¿Quien es Ruth?                      | 6 juillet 2020     |
| 102             | 42 | Un plan d'avatarisation Ruthissime | Un plan avatarasco Rutizado          | 7 juillet 2020     |
| 103             | 43 | L'expérience                       | El experimento                       | 8 juillet 2020     |
| 104             | 44 | Ruth est Silvia                    | Ruth es Silvia                       | 9 juillet 2020     |
| 105             | 45 | Le don de la destruction           | El don de la destrucción             | 10 juillet 2020    |
| 106             | 46 | La destruction                     | La destrucción                       | 13 juillet 2020    |
| 107             | 47 | Silvia et toute la vérité          | Silvia y toda la verdad              | 14 juillet 2020    |
| 108             | 48 | Le pacte de Silvia                 | El pacto de Silvia                   | 15 juillet 2020    |
| 109             | 49 | Une nouvelle Silvia                | Una nueva Silvia                     | 16 juillet 2020    |
| 110             | 50 | Silvix vs Ruthílica                | Silvix vs Ruthílica                  | 17 juillet 2020    |
| 111             | 51 | Qui est Silvia?                    | ¿Quien es Silvia?                    | 20 juillet 2020    |
| 112             | 52 | La découverte de David             | David y la revelación                | 21 juillet 2020    |
| 113             | 53 | Tous contre Silvix                 | Todos contra Silvix                  | 22 juillet 2020    |
| 114             | 54 | Le plan de Silvia                  | El plan de Silvia                    | 23 juillet 2020    |
| 115             | 55 | La libération                      | La Liberación                        | 24 juillet 2020    |
| 116             | 56 | Un virus dangereux                 | Un Virus peligroso                   | 27 juillet 2020    |
| 117             | 57 | En route pour la demi-finale       | Camino a la semifinal                | 28 juillet 2020    |
| 118             | 58 | Le début de la fin                 | El principio del final               | 29 juillet 2020    |
| 119             | 59 | Qui est David?                     | ¿Quien es david?                     | 30 juillet 2020    |
| 120             | 60 | Gamers Unis                        | Gamers Unidos                        | 31 juillet 2020    |

## Transmission internationale

### Saison 1
| Pays | Chaîne                      | Première diffusion | Titre   |
| --- | --------------------------- | ------------------ | ------- |
| Argentine Bolivie Chili Colombie Costa Rica Équateur Salvador Guatemala Honduras Nicaragua Mexique Panama Paraguay Pérou République dominicaine Uruguay Venezuela | Nickelodeon Amérique latine | 17 septembre 2018  | NooBees |
| Brésil | Nickelodeon Brésil          | 4 février 2019     | NooBees |
| Égypte Liban Syrie Irak Arabie saoudite Bahreïn Koweït Yémen Oman Qatar Jordanie Palestine Algérie Libye Maroc Tunisie Mauritanie                                 | Nickelodeon Arabia          | 8 février 2019     | NooBees |
| Italie | TeenNick Italie             | 11 février 2019    | NooBees |
| Afrique du Sud | Nickelodeon Afrique         | 18 février 2019    | NooBees |
| Espagne | Nickelodeon Espagne         | 25 février 2019    | NooBees |
| Portugal | Nickelodeon Portugal        | 25 février 2019    | NooBees |
| Allemagne | Nickelodeon Allemagne       | 8 avril 2019       | NooBees |
| France | Nickelodeon Teen France     | 30 mars 2020       | NooBees |
| Pays-Bas | Nickelodeon Pays-Bas        | NC                 | NooBees |

### Saison 2
| Pays | Chaîne                      | Première diffusion | Titre   |
| --- | --------------------------- | ------------------ | ------- |
| Argentine Bolivie Chili Colombie Costa Rica Équateur Salvador Guatemala Honduras Nicaragua Mexique Panama Paraguay Pérou République dominicaine Uruguay Venezuela | Nickelodeon Amérique latine | 2 mars 2020        | NooBees |
| Brésil | Nickelodeon Brésil          | 2 mars 2020        | NooBees |
| Italie | TeenNick Italie             | 15 juin 2020       | NooBees |